# Vasapapegojor
Vasapapegojor (Mascarinus) är ett släkte papegojor som förekommer vilt uteslutande på Madagaskar och mindre öar i västra Indiska oceanen, i savann- och skogsbiotoper.

## Arter i släktet
Vasapapegojorna delas numera upp i fyra arter:
- Större vasapapegoja (M. vasa)
- Seychellvasapapegoja (M. barklyi)
- Mindre vasapapegoja (M. niger)
- Komorvasapapegoja (M. sibilans)

## Utseende
Till färgen är de gråbruna och skiljer sig bara i storlek (25–50 cm). De utmärker sig genom sitt underliga utseende, med förkortade kroppar och långa nackar, svarta fjädrar och en skär näbb. Både hanens och honans hud blir gul under parningstiden och förlorar ofta fjädrar: honan kan till och med bli helt skallig på huvudet.

## Häckning
Hanarnas kloak kan vändas ut och in till en hemipenis vid parning, något som är unikt för släktet. Honorna lägger 2-3 ägg som ruvas i 20 dagar, en betydligt kortare tid än hos andra likstora papegojfåglar, där ruvningstiden kan vara 30 dagar.